# Anton Böhlen

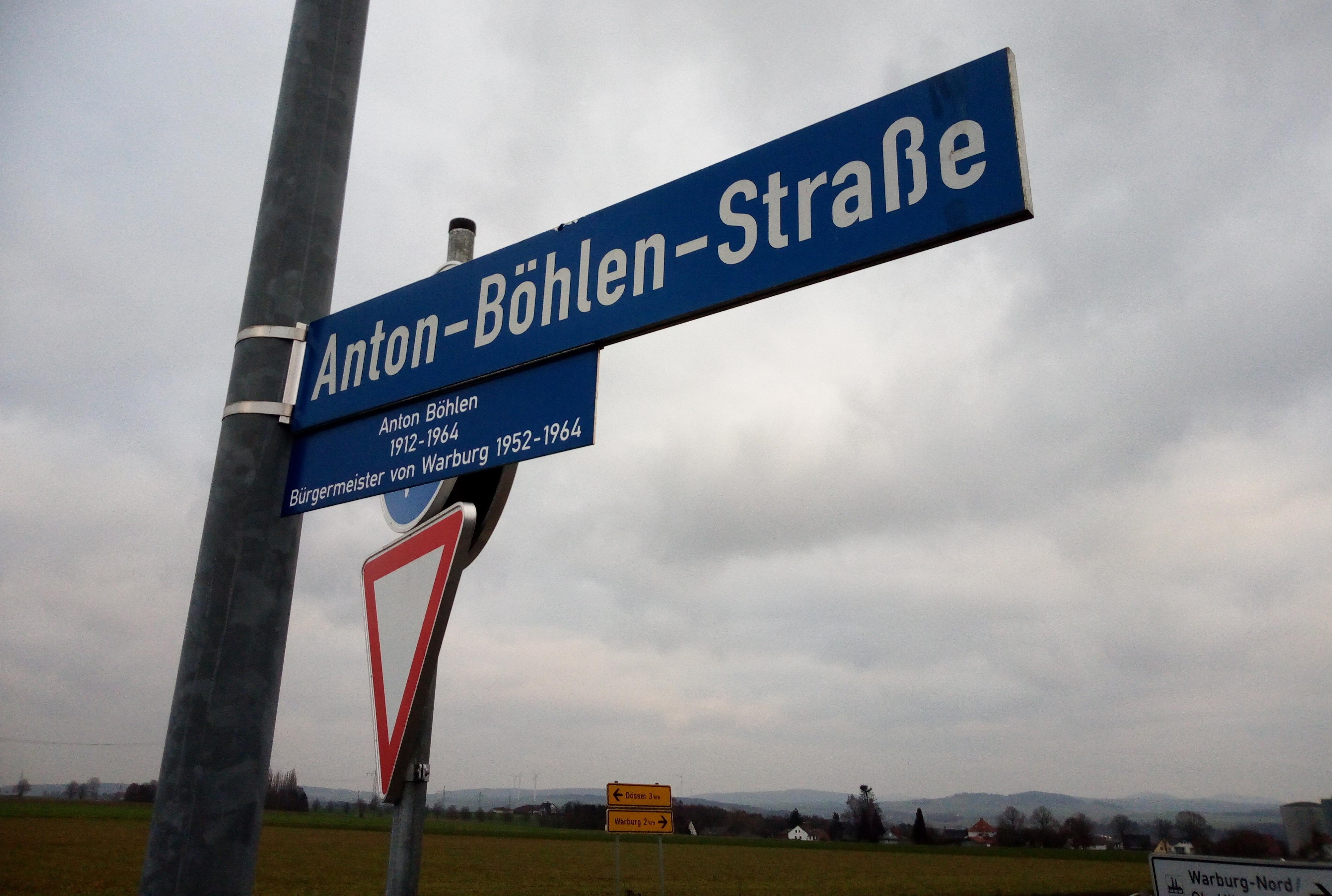
Warburg, Anton-Böhlen-Straße

Anton Heinrich Böhlen (* 16. Juli 1912 in Paderborn; † 2. Juni 1964 in Göttingen) war Landwirt und 1952 bis 1964 Bürgermeister der ostwestfälischen Stadt Warburg.

## Leben
Seine Eltern Anton Joseph Böhlen (1881–1945) und Maria Menne (1885–1972) sind gebürtig aus Dössel in der Warburger Börde. Dort, in der heutigen Lehmkuhle 2, hatte die Familie einen Bauernhof mit Schmiede. Anton Josef wurde auf dem Hof zunächst als Schmied ausgebildet. Danach ging er zur Reichsbahn und arbeitete dort als Schlosser, dann als Heizer und schließlich als Lokomotivführer. Die Familie lebte u. a. in Soest und Paderborn.
In Paderborn wurde Anton Heinrich als Ältester von sieben Geschwistern in einer Eisenbahnerwohnung geboren. 1923 zog die Familie wieder nach Warburg und gründete in der Nähe des Bahngeländes, einen kleinen Bauernhof, den Siekhof, zunächst zum Nebenerwerb. Auf Wunsch seines Onkels, des Franziskaners Johannes „Hyppolytus“ Böhlen in Fulda, besuchte Anton Heinrich das Gymnasium des Franziskanerordens Watersleyde bei Sittard in den Niederlanden, um sich auf den Priesterberuf vorzubereiten. Er brach jedoch die Schule vor dem Abitur ab und machte mit Unterstützung des noch in Dössel lebenden Großvaters eine landwirtschaftliche Ausbildung. Im Zweiten Weltkrieg wurde er 1940 zum Militärdienst eingezogen, verwundet, heiratete am 13. April 1944 Luise Hildegard Roeper und kam dann erneut an die Ostfront, wo er 1945 nur knapp der Gefangennahme durch die Sowjetarmee entkam. Sein Vater Anton Joseph kam am 25. Januar 1945 bei einem Fliegerangriff auf einem von ihm gesteuerten Zug zwischen Willebadessen und Altenbeken ums Leben.
Nach Kriegsende übernahm Anton Heinrich den Siekhof und baute ihn weiter aus. Er wurde Mitglied der neugegründeten CDU und Ratsherr. 1952 erfolgte seine Wahl zum ehrenamtlichen Bürgermeister von Warburg. Zu seinen Verdiensten als Bürgermeister gehören der Ausbau des ersten Warburger Gewerbegebietes am Oberen Hilgenstock, wo sich die ersten Industriebetriebe wie die Warburger Nahrungsmittelwerke Kurt Hollbach, ein Zweigwerk des Frotteeherstellers Vossen und ein Möbelwerk niederließen, die Entwicklung neuer Wohngebiete auf der Hüffert und an der Silberbrede, die Renovierung des Gymnasiums Marianum und die Erweiterung der höhere Mädchenschule auf der Hüffert durch eine gymnasiale Oberstufe.
Anton Böhlen verstarb am 2. Juni 1964 als amtierender Bürgermeister und Schützenkönig kurz vor seinem 52sten Geburtstag. Sein Nachfolger wurde Franz Mürmann.

## Ehrungen
- Die Anton-Böhlen-Straße, Haupterschließungsstraße des Gewerbegebietes Oberer Hilgenstock, wurde nach ihm benannt.